# Park Point
Pour les articles homonymes, voir Park.
Park Point est un sommet américain situé dans le comté de Montezuma, au Colorado. S'élevant à 2 612 mètres d'altitude, il constitue le point culminant du parc national de Mesa Verde. On y trouve une tour de guet construite en 1939 par le Civilian Conservation Corps, le Park Point Lookout.